# پویا ناصرپور
پویا ناصرپور کشتی‌گیر فرنگی‌کار ایرانی است.
وی در مسابقات قهرمانی کشتی جهان ۲۰۱۹ در وزن ۵۵ کیلوگرم عضو تیم ملی ایران بوده است و در سال ۲۰۲۰، قهرمان آسیا شده است.

## فعالیت حرفه‌ای

### قهرمانی جهان ۲۰۱۹
پویا ناصرپور در دور نخست به مصاف شریف کیلیچ از ترکیه رفت و با نتیجه ۸ بر صفر به پیروزی رسید. ناصرپور در دور بعد به مصاف الهام بهرام‌اف ازبکستان رفت و با نتیجه ۱۰ بر صفر شکست خورد. بهرام‌اف ازبک نیز مغلوب حریف ژاپنی شد تا بدین ترتیب ناصرپور نیز از گردونه رقابتها حذف شود.

### زیر ۲۳ سال جهان ۲۰۱۹
در وزن ۵۵ کیلوگرم پویا ناصرپور پس از استراحت در دور نخست در دور دوم با نتیجه ۱۳ بر ۳ مقابل سرداربیک کونوشبایف از قرقیزستان به پیروزی رسید وی در دور بعد و در مرحله یک چهارم نهایی مقابل شوتا اوگاوا دارنده مدال برنز جهان از ژاپن با نتیجه ۸ بر صفر مغلوب شد. ناصرپور در این دیدار از ناحیه مچ پا دچار شکستی شد و به بیمارستان انتقال یافت و بدین ترتیب از ادامه کار در این مسابقات بازماند.

### قهرمانی آسیا ۲۰۲۰
در وزن ۵۵ کیلوگرم پویا ناصرپور پس از استراحت در دور نخست، در دور دوم مقابل دونگ هیوک وون از کره جنوبی با نتیجهٔ ۹ بر صفر به پیروزی رسید و راهی دور نیمه‌نهایی شد. وی در این مرحله در یک کشتی نزدیک با نتیجه ۸ بر ۷ آروجان هالاکورکی از هند را از پیش رو برداشت و راهی دیدار پایانی شد. ناصرپور در دیدار پایانی با حساب ۸ بر صفر از سد جسوربک اورتیبکوف از ازبکستان گذشت و طلایی شد.